# Castillo Goryōkaku
El castillo Goryōkaku (五稜郭?) es un castillo japonés de traza italiana en la ciudad de Hakodate, al sur de Hokkaidō (Japón). Fue la fortaleza principal de la breve República de Ezo y sirvió como baluarte de la isla y del estrecho de Tsugaru.

## Historia
Construido en el shogunato Tokugawa entre 1857 y 1866 con forma de estrella de cinco puntas, permitía que se pudieran emplazar una gran cantidad de armas en sus muros, a diferencia de las fortalezas tradicionales japonesas, aparte de que disminuía los “puntos ciegos” en los que un cañón no podía disparar. El diseñador de la fortaleza, Takeda Ayasaburō, un académico del Rangaku, adoptó elementos de los diseños del arquitecto francés Vauban, el cual desarrolló este tipo de fortaleza en respuesta al aumento en el uso de la artillería en las guerras.
Goryōkaku es famoso por ser el sitio donde se libró la última batalla de la Guerra Boshin. El 9 de diciembre de 1868, las tropas de Ōtori Keisuke y Hijikata Toshizo penetraron en el fortaleza. Una semana después de la muerte de Hijikata el 27 de junio de 1869, Goryōkaku cayó ante la nueva Armada Imperial Japonesa y la mayor parte del castillo quedó convertida en ruinas.
Hoy en día Goryōkaku es un parque desde 1914, ha sido declarado Sitio Histórico Especial y alberga el museo de la ciudad de Hakodate. También es considerado un sitio especial para el hanami.